# Pawliwka (hromada Ilińce)
Pawliwka (ukr. Павлівка, hist. pol. Pawłówka) – wieś na Ukrainie, w obwodzie winnickim, w rejonie winnickim, w hromadzie Ilińce. W 2001 liczyła 606 mieszkańców, spośród których 603 wskazało jako ojczysty język ukraiński, 1 rosyjski, 1 mołdawski, a 1 białoruski